# Парк ракет (Дніпро)
Центр інноваційних технологій «Парк ракет» — колишній музейний комплекс в центрі Дніпра, присвячений українському внеску в аерокосмічну галузь. Відкритий 29 жовтня 2013 року. З грудня 2017 року — громадський інформаційно-виставковий центр «Mediaprostir».
Основа експозиції — натурні макети ракет, створених у різні роки на Південному машинобудівному заводі: одна з перших радянських балістичних ракет 8К11 (Р-11), перша ракета з мобільним стартом розробки КБ «Південне» 8К99 (РТ-20П), ракета-носій «Циклон-3» — розроблена на основі міжконтинентальної балістичної ракети 8К67 (Р-36) триступенева ракета для запуску космічних апаратів на низькі і середні навколоземні орбіти.
До ансамблю парку входить також виставкова зала, де проводилися оглядові лекції з історії космонавтики і введення в спеціальність для студентів навчальних закладів. Нині тут розташований громадський інформаційно-виставковий центр Mediaprostir.

## Історія
29 жовтня 2013 року у Дніпрі відкривається «Парк Ракет». Відкриття провели на той момент віце-прем'єр-міністр України Олександр Вілкул та голова Дніпропетровської обласної ради Євген Удод. На урочисте відкриття мав прибути і на той момент Президент України, втім в останній момент Протокол Президента повідомив, що Віктор Янукович не з'явиться. Орієнтовна сума вартості об'єкта склала 14 мільйонів гривень. Проте офіційно відкритий музей так і не працював, — взимку 2013-го року чинна влада використовувала його приміщення для акцій Антимайдану у Дніпрі, куди підвозила з усього регіону бюджетників та тітушок. Після Революції Гідності «Парк Ракет» перейшов на баланс Дніпропетровської обласної Ради, яка здавала його у символічну оренду громадським організаціям. На цьому етапі виявилося, що попри велику вартість будівельних робіт, споруда не має гідроізоляції, ефективної системи опалення та має проблеми із каналізацією та вентиляцією. В результаті цього станом на 2016—2017 роки споруда стала непридатною для проведення громадських заходів, — у фундаменті почала збиратися вода і він почав просідати.

## Mediaprostir
Відповідно до рішення Дніпропетровської обласної ради від 1 грудня 2017 року назву виставкового комплексу «Парк ракет» було замінено на Громадський інформаційно-виставковий центр «Mediaprostir». Розпорядженням міського голови Дніпра Бориса Філатова присвоєння нової назви було підтверджено. «Mediaprostir» отримав офіційну адресу: проспект Олександра Поля, 2Д.
Влітку-восени 2017-го року у результаті необхідних покращень вищезазначені недоліки були ліквідовані і Дніпропетровська обласна рада у результаті відкритого конкурсу здала приміщення колишнього музею в оренду громадській організації «Інфопростір», яка і відкрила тут громадський інформаційно-виставковий центр «Mediaprostir». Протягом короткого часу «Mediaprostir» став відкритим майданчиком для публічних заходів та презентацій, який використовується різноманітними громадськими організаціями та формуваннями для проведення власних заходів.

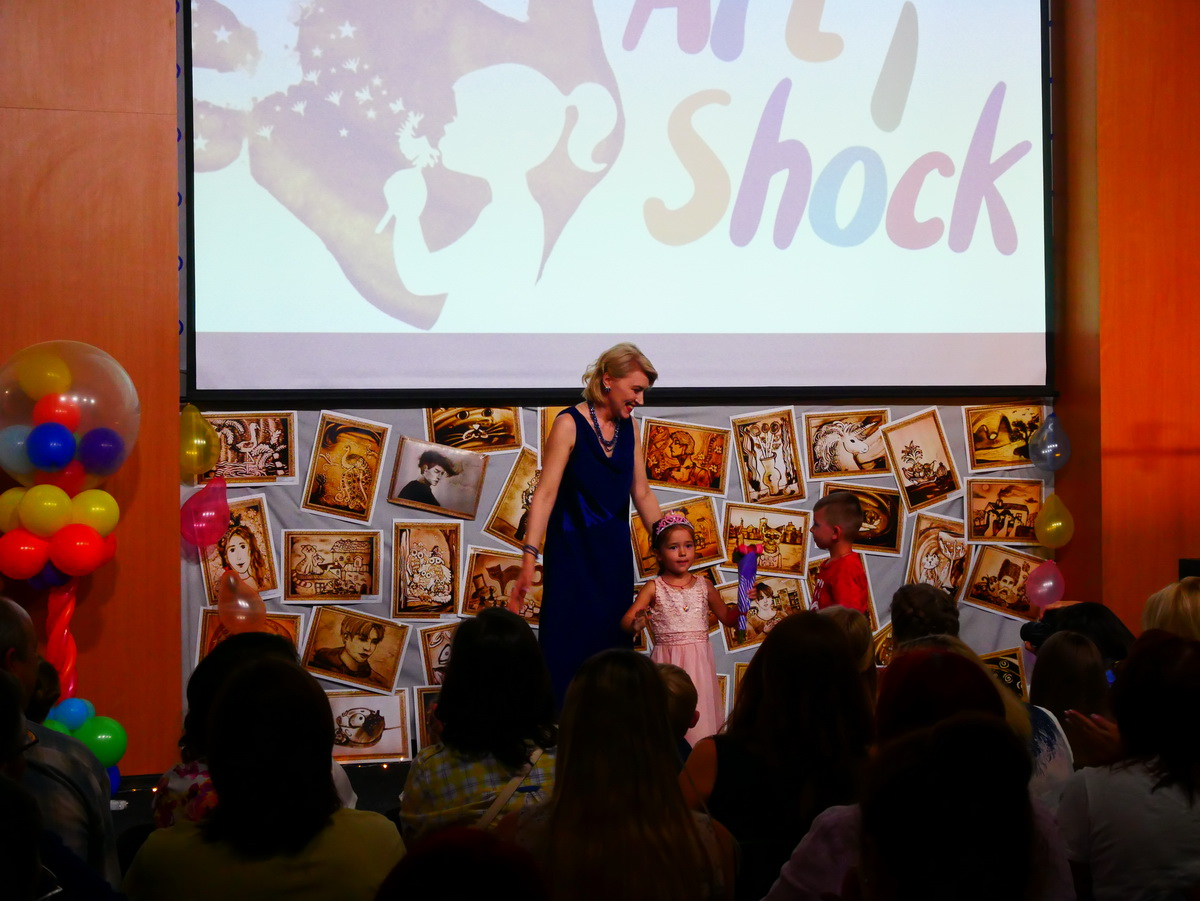
Концерт у Mediaprostir